# Panade à Champignac
Panade à Champignac est la soixante-deuxième histoire de la série Spirou et Fantasio d'André Franquin assisté par Peyo, Jidéhem et Gos. Elle est publiée pour la première fois dans Spirou du no 1539 au no 1555 et figure dans l'album portant le même titre.

## Personnages
- Spirou
- Fantasio
- Spip
- le marsupilami
- Pacôme de Champignac
- Zorglub
- Otto Paparapap
- le Petit Noël
- le maire de Champignac
- Duplumier
- Lebrac
- Prunelle
- Gaston Lagaffe

## Résumé
À la rédaction du journal Spirou, Fantasio est au bord de la crise de nerfs, principalement à cause de Gaston, qui lui rend la vie impossible. Pour détendre son compagnon et lui « changer les idées », Spirou l'emmène à Champignac pour rendre visite au comte.
Or, alors qu'ils approchent du château, Spirou et Fantasio sont tout d'abord intrigués par les propos des villageois qui prétendent que le comte est « devenu fou pour de bon ». Arrivés chez Champignac, ils découvrent avec stupéfaction que leur pauvre vieil ami, complètement épuisé, est en train d'« élever » Zorglub, retombé en enfance à cause du rayon de la mort de Zantafio : en effet, depuis l'épisode L'Ombre du Z, Zorglub est devenu un beau bébé de... 38 ans ! 
Un peu plus tard, le « bébé » est enlevé par un étranger rôdant autour du château. Spirou et Fantasio se lancent à sa poursuite et découvrent qu'il s'agit d'un ancien zorglhomme nostalgique. L'individu ne paraît pas très malin, mais il est armé d'une zorglonde.
Les maladresses du ravisseur ainsi que les facéties du marsupilami jettent tous ces personnages dans une course-poursuite pleine de rebondissements, avant que Zorglub retrouve finalement ses facultés mentales, sous l'effet de la zorglonde.

## Historique
Le scénario de Panade à Champignac laisse deviner la dépression nerveuse que traverse Franquin à l'époque.
Dans le fanzine Esquisses n°3 (septembre 1972), André Franquin déclare que cette histoire est extraite d'un scénario beaucoup plus ambitieux (au-moins 120 pages !), dans laquelle il était enlevé par un ancien complice dans une île du Pacifique (Touhapeete), où vivaient d'anciens gangsters, une vahiné effroyable amoureuse de Fantasio, une tribu de petits hommes des arbres...

## Publication

### Revues
L'épisode Panade à Champignac est publié dans Spirou, du numéro 1539 au numéro 1556, du 12 octobre 1967 au 8 février 1968.

### Album
L'édition en album, parue en 1969, est identique à la version parue dans le journal. L'album comprend le récit Panade à Champignac suivi de Bravo les Brothers, originellement publié début 1966.